# 佳奇韋齊河
佳奇韋齊河（烏克蘭語：Тячівець），是烏克蘭的河流，位於該國西部外喀爾巴阡州，屬於蒂薩河的支流，發源自維利希夫齊-拉濟以北，流經佳切夫區，河道全長29公里，流域面積127平方公里。